# Maelbeek (métro de Bruxelles)
Pour les articles homonymes, voir Maelbeek.
Maelbeek /maːlbeːk/ (en néerlandais : Maalbeek) est une station commune à la ligne 1 et la ligne 5 du métro de Bruxelles. Elle est située rue de la Loi à Bruxelles, sur la commune de Bruxelles-ville, en Belgique.
Provisoirement fermée après les attentats du 22 mars 2016 à Bruxelles, elle rouvre le lundi 25 avril 2016.

## Situation sur le réseau
Établie en souterrain, la station Maelbeek est située sur un tronçon commun à la ligne 1 et la ligne 5 du métro de Bruxelles, elle est située entre : la station Arts-Loi, en direction du terminus ouest la ligne 1 Gare de l'Ouest et du terminus sud-ouest de la ligne 5 Érasme, et la station Schuman, en direction du terminus est de la ligne 1 Stockel et du terminus sud-est de la ligne 5 Herrmann-Debroux (ligne 5).

## Histoire

### Origine du site
Maelbeek (ruisseau du moulin) rappelle la situation du site au XIXe siècle, avec la rivière qui prenait sa source dans le domaine de l’abbaye de la Cambre pour arroser les étangs d’Ixelles, la commune d’Etterbeek, les étangs du quartier Léopold et remonter vers le nord en traversant Saint-Josse avant de se jeter dans la Senne sur le territoire de la commune de Schaerbeek. Elle alimente alors une cinquantaine d’étangs sur son parcours et de nombreux moulins la bordent. Comme la Senne, les flots du Maelbeek étaient imprévisibles et lors de l’annexion des terres, en 1837, par la ville de Bruxelles afin de construire le quartier Léopold (connu depuis sous le nom de quartier européen), son cours est dévié dans un pertuis en 1872. Son enfouissement permet la construction du damier (sur le modèle américain) du quartier Léopold autour des rues de la loi et de la rue Belliard.

### Station de métro
La station Maelbeek est construite en 1965 et mise en service le 20 décembre 1969 lors de l'ouverture à l'exploitation de la première ligne de métro de Bruxelles (Prémétro). Lors de la reconfiguration de la ligne en métro lourd, les quais de la station sont rehaussés et la nouvelle configuration de la station est ouverte au service en 1976.
La station est rénovée en 1999 : les travaux confiés aux architectes Henk De Smet et Paul Vermeulen consistent notamment à recouvrir les murs de la station de carrelages blancs Azulejos avec un décor de huit portraits dus à Benoît van Innis. Les deux mezzanines, aux extrémités de la station  sont habillées chacune d’un groupe de portraits du même artiste.
En 2013, un ascenseur y est installé pour permettre accessibilité aux personnes à la mobilité réduite.
À la suite des événements du 22 mars 2016, la station n'est plus desservie, les rames la traverse sans marquer l'arrêt. Maelbeek est de nouveau opérationnelle le lundi 25 avril 2016 après la fin des travaux de sa remise en état.
Le jeudi 19 juillet 2016, a lieu l'inauguration d'une œuvre de Benoît van Innis créée en hommage aux victimes de l'attentat du 22 mars.

## Service aux voyageurs

### Accès
La station est établie dans l'axe de la rue de la Loi. Elle dispose de  cinq bouches : no 1, chaussée d'Etterbeek (avec un ascenseur) ; nos 2 et 5, rue de la Loi ; no 4, rue Joseph II et no 6, rue de la Loi (avec ascenseur).

### Desserte
Maelbeek dispose de deux voies encadrées par deux quais latéraux, placés .

Installations
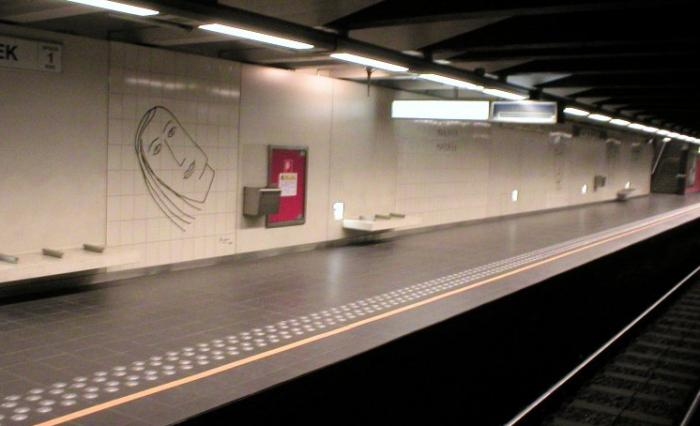
Voie et quai (2007).
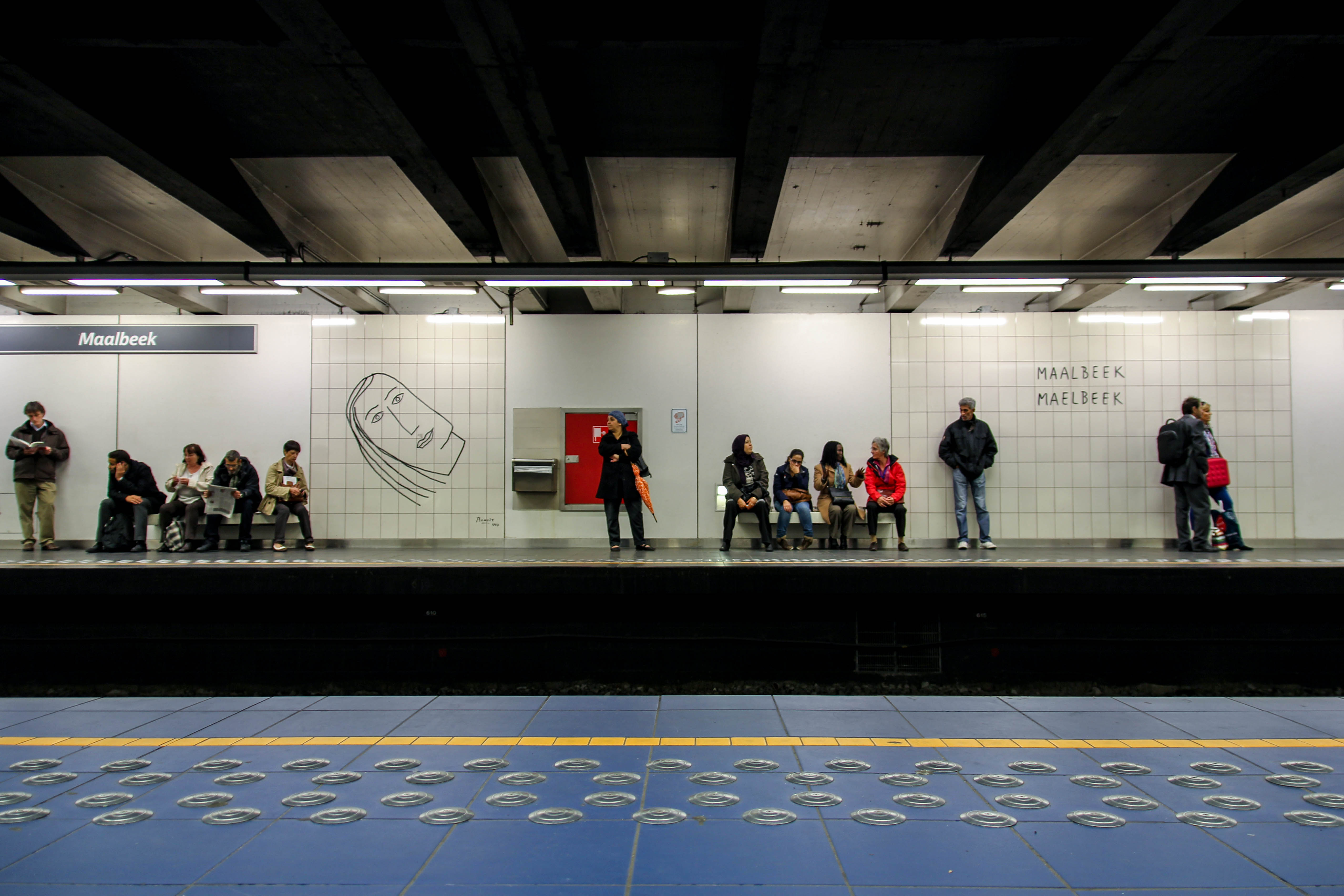
Les deux quais (2012).

### Intermodalité
La station est desservie par les lignes 59 et 64 des autobus de Bruxelles, les arrêts sont placés sur la chaussée d'Etterbeek.

## Attentats du 22 mars 2016
Le 22 mars 2016 à 9 h 11, une explosion se déroule dans la deuxième voiture d'une rame de quatre voitures du métro de Bruxelles, la voiture numéro 105. La rame de la ligne 5 en direction d'Érasme quittait à ce moment la station Maelbeek en direction de la station Arts-Loi. Cet événement s’est déroulé une heure après deux explosions sur le site de l'aéroport de Bruxelles-Zaventem. Les médias belges rapportent le décès de 17 passagers et les blessures d’une centaine de personnes à des degrés divers dans la station,.

Devant l'entrée fermée de la station
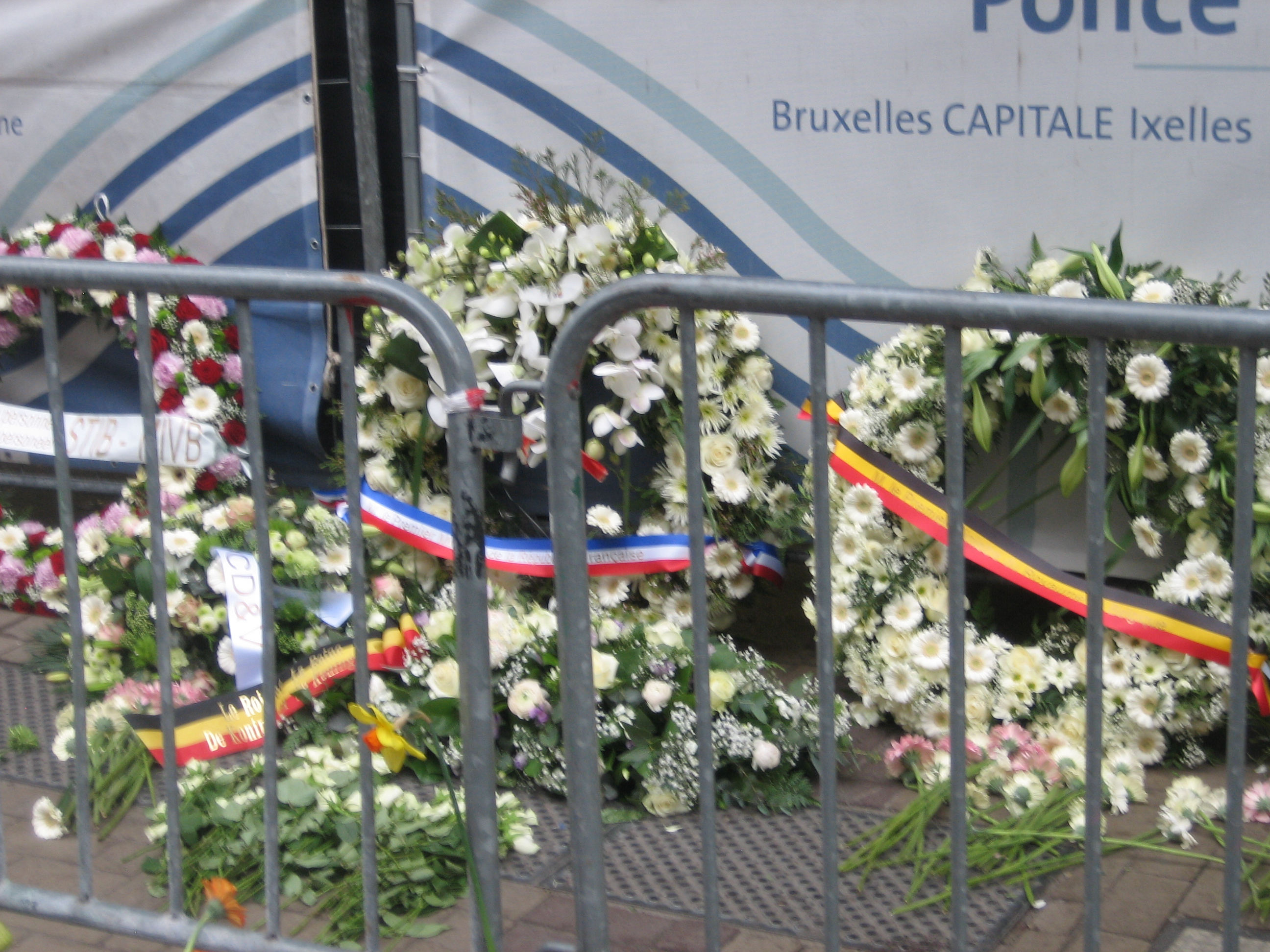
24 mars 2016.
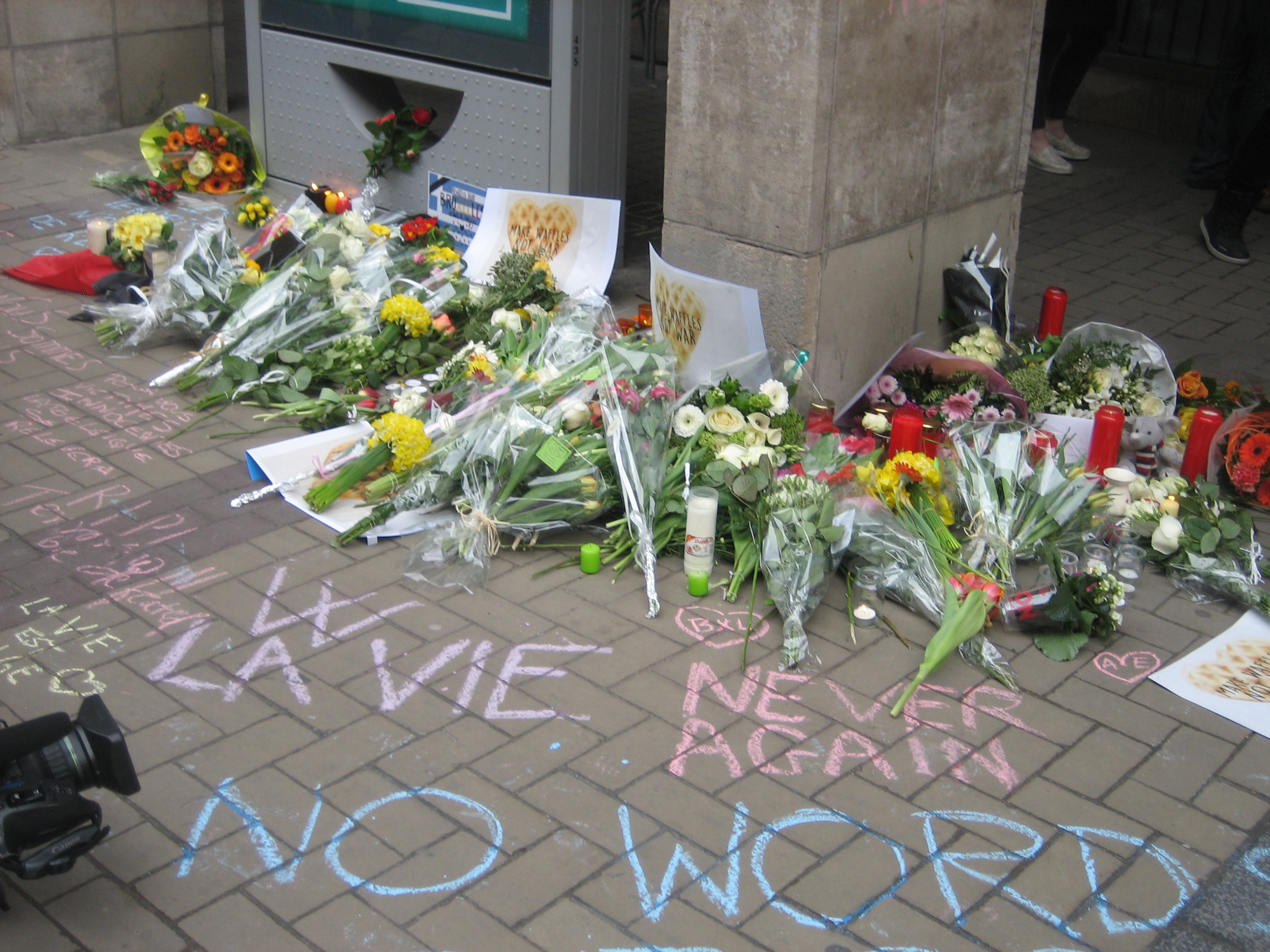
24 mars 2016.
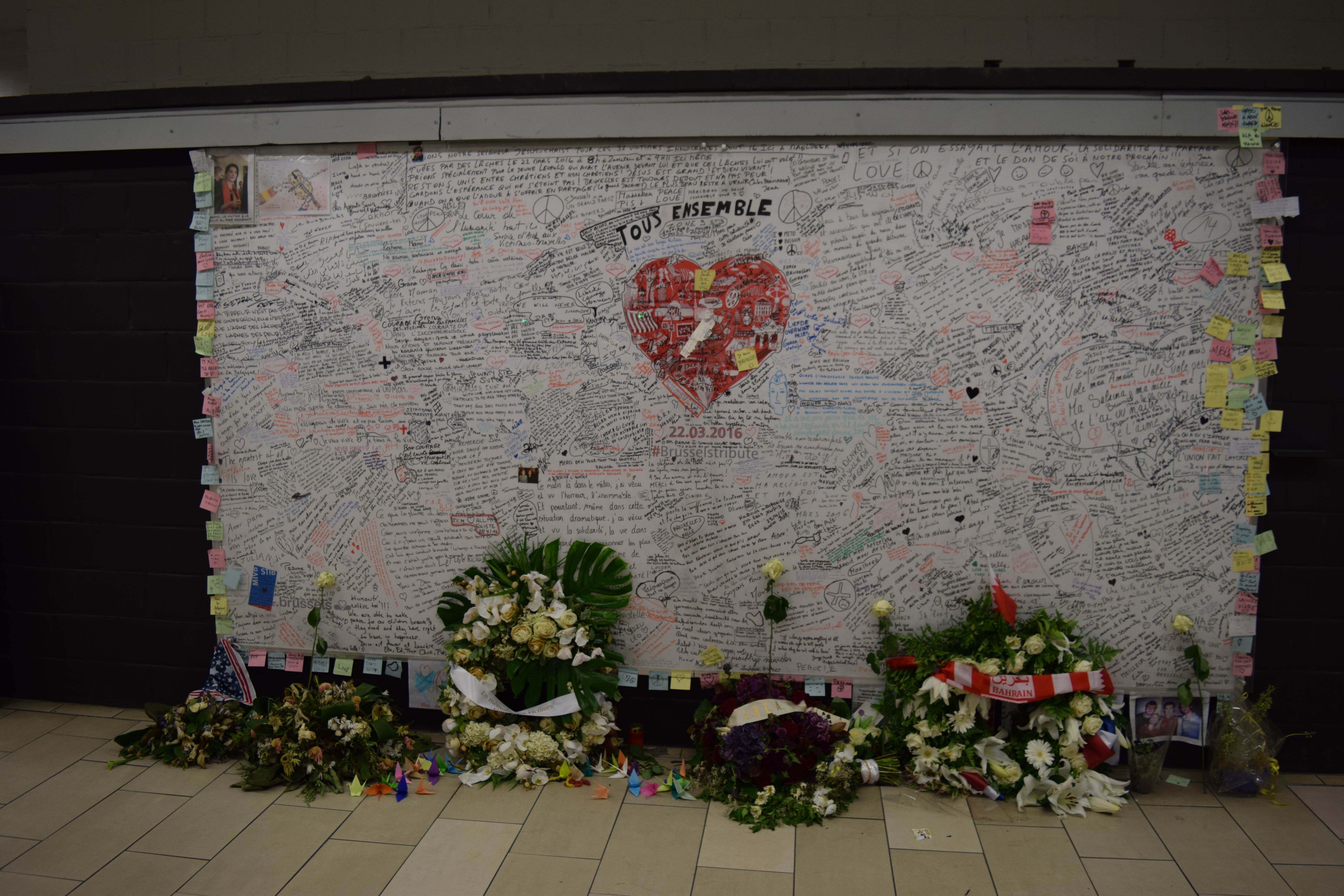
4 juin 2016.

## À proximité
- Muséum des sciences naturelles
- Chapelle de la Résurrection
- Jardin de la vallée du Maelbeek